# Dispositivo de Asistencia Ventricular Neumático Universal
El dispositivo de asistencia ventricular neumático universal, (DAV), se usa para complementar la acción de bombeo del corazón durante o después de algunos tipos de cirugía. También es usado en casos en los que no es necesaria una derivación cardiopulmonar completa.

## Historia
En principio, los dispositivos de asistencia ventricular eran accionados mediante la presión de aire fluctuante a un saco tipo vejiga. 
La vejiga tenía válvulas de entrada y salida, por lo que la sangre fluye a través de la válvula de entrada, cuando la presión sobre la vejiga era baja, y salía cuando la presión era alta. 
Este tipo de dispositivos eran complicados y usaban válvulas mecánicas costosas que eran propensas a fallas, taponamientos y causaban trauma o daño a la sangre debido a los bordes metálicos.
Con la finalidad de evitar este tipo de problemas, se desarrollaron otro tipo de dispositivos como bombas de flujo axial las cuales se implantaban temporalmente en el corazón. 
Las bombas de flujo axial se diseñaron con base en el principio de Arquímedes, en donde una varilla con aspas helicoidales se hace girar dentro de un tubo para desplazar líquido. En uso, una bomba de flujo axial en miniatura montada en un catéter se coloca dentro del corazón, y se hace que funcione por medio de un excitador magnético externo u otro mecanismo adecuado. Con RPM' s lo suficientemente altas, una cantidad significativa de sangre puede ser bombeada.
Otros dispositivo fue la bomba centrífuga en la cual la sangre es movida por la acción de un impulsor que gira rápidamente (cono centrífugo o similar), el cual hace que la sangre se acelere hacia afuera y salga.

## Desarrollo del DAV
En 1992, como parte del proceso de organización de lo que en un futuro sería el primer Departamento Clínico de Asistencia Circulatorias y Órganos Artificiales en el IMSS, el Dr. Moisés Calderón inició el diseño del dispositivo de asistencia ventricular neumático que utilizara como medio de propulsión neumática una consola de contrapulsación aórtica (disponible en todos los hospitales donde se atienden pacientes de corazón). Dicho programa de investigación se denominó “proyecto Mexi-Cor” y logró un premio nacional de investigación en 1996, así como ubicarse como finalista del Premio Mundial de Investigación IFCC – Londres, Reino Unido el mismo año. Terminando en 1999 con todos los procesos de investigación preclínica de un dispositivo sencillo, el cual con el apoyo de ABIOMED se logró desarrollar. Años más tarde ABIOMED decide abandonar el proyecto, dejar de colaborar con el envío de sacos hemáticos biocompatibles y comercializar el BVS 5000, basado en los prototipos trabajados en México.  Con la intención continuar hasta lograr desarrollar un sistema mexicano, en marzo de 2000 el Dr. Emilio Sacristán Rock, catedrático de Ingeniería Biomédica de la UAM Iztapalapa y fundador de la Empresa Innovamédica, se suma al proyecto del Dr. Moisés Calderón y ambos deciden replantear todo el concepto.
En el 2004 el equipo conformado por Moisés Cutiel Calderón Abbo, (Instituto Mexicano del Seguro Social), el Dr. Rodolfo Barragán García del Instituto Nacional de Cardiología "Ignacio Chaves", el Dr. Emilio Sacristán Rock de Innovamédica y la UAM Iztapalapa; así como los laboratorios de cirugía experimental de Texas Heart Institute continúan con el desarrollo del modelo y en 2011 se patenta el dispositivo de asistencia ventricular neumático universal ante la PatentBuddy.

## Funcionamiento del DAV
El diseño del dispositivo de asistencia ventricular neumático universal, a través del cual se permite el movimiento continuo y fluido de sangre y para limitar las superficies que hacen contacto con la sangre. Además facilita la imprimación, eliminación de burbujas y conexión al cuerpo.
El DAV está conformado por una concha de bombeo de contorno suave (redondeada y de bajo perfil) y una unidad de bombeo desechable que incluye un saco de sangre, dos válvulas de paso único y dos conectores de tubos. 
Los componentes del DAV pueden fabricarse mediante moldeo por inyección. Para su ensamble, la concha de bombeo es abierta, la unidad de bombeo se coloca dentro y se cierra. El interior de la concha tiene una forma complementaria a la de la unidad de bombeo: una porción de cámara de bombeo contiene el saco de sangre, y dos entradas de bomba están configuradas para sostener en forma segura las válvulas y conectores de tubos. Un sello desechable descansa entre las dos mitades de concha de almeja para sellar la conexión entre las mismas.
Una vez implantado, el DAV es conectado al corazón por medio de dos cánulas conectadas a los conectores de tubos. Después, una unidad de excitación neumática es unida a una entrada de aire en la concha de bombeo por medio de un conducto de aire o similar. 
Después la unidad es activada para que el saco de sangre se mueva hacia adentro y hacia afuera, en una acción de bombeo suave, por medio de la presión de aire periódica controlada la cual es introducida en la concha de bombeo a través de la entrada de aire.

## Implantes del DAV
En el año 2012 en México, el dispositivo de asistencia ventricular neumático universal fue implantado con éxito, en la Unidad Médica de Alta Especialidad, Hospital de Cardiología del Centro Médico Nacional siglo XXI del Instituto Mexicano de Seguro Social.